# Seqüència Planificació - Execució - Avaluació - Actuació

La seqüència PDCA és un cercle tancat infinit

El cicle Planificació - Execució - Avaluació - Actuació o seqüència Planificació - Execució - Avaluació - Actuació (en anglès, PDCA, de Plan-Do-Check-Act) és una seqüència cíclica d'actuacions que es fan al llarg del cicle de vida d'un servei o producte per a planificar la seva qualitat, en particular a la millora contínua.

## Etapes
Com el seu nom indica, consisteix a quatre etapes que cal fer de manera successiva i en un cert ordre, de manera que cadascuna d'elles té una anterior i una posterior. Aquest cicle no s'acaba sinó que cal seguir-lo indefinidament. Les actuacions són les següentes:
- P (de Plan, Planificació): Inclou, entre altres activitats, la definició d'objectius i de mesures per a assolir-los, la definició i assignació de persones responsables, i la definició dels medis, recursos econòmics i materials necessaris.[1]
- D (de Do, Execució): És posar en pràctica allò escollit a P. Inclou la formació, educació i entrenament del personal escollit en P.[1]
- C (de Check, Avaluació): Comparació, anàlisi i avaluació dels resultats reals obtinguts a D amb els esperats a P. cal insistir que els resultats finals no són suficients i que s'han de comparar les dades que calguin a cada una de les etapes, moviments i a cada un dels elements definits en P, que han d'aportar tota la informació necessària.[1]
- A (d' Act, Actuació): Si els elements definits a P no són prou bons o són insuficients, caldrà modificar-los per a la propera vegada. La fase d'actuació és necessària per a corregir els aspectes negatius obtinguts a C i pot implicar la modificació de P. En qualsevol cas, el que s'hagi après a A s'ha d'utilitzar amb les conclusions i informacions prèvies que ja teníem, per a començar de bell nou, a continuació, un P, i renovar així el cicle. És molt important no aturar-se a A ni quedar-se amb l'antic P, sinó començar veritablement un nou cicle constantment.[1]